# Chương trình tìm kiếm tài năng

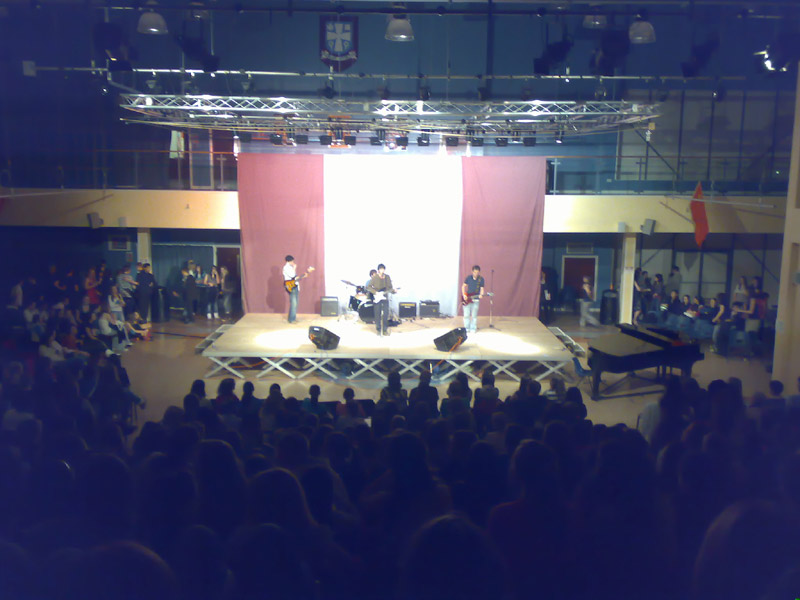
Một chương trình tìm kiếm tài năng của trường Trung học St Ninian tại Glasgow, Scotland.

Một chương trình tìm kiếm tài năng là một sự kiện nơi các thí sinh biểu diễn các tiết mục như hát, nhảy, múa, diễn xuất, hát nhép, chơi nhạc cụ, võ thuật hoặc một hoạt động gì khác để phô diễn kỹ năng và tài năng của bản thân trong lĩnh vực đó. Nhiều chương trình tìm kiếm tài năng là một chuỗi các màn trình diễn, nhưng cũng có những chương trình là một cuộc thi đấu thật sự. Trong các cuộc thi, các thí sinh được thúc đẩy động lực bằng các giải thưởng, cúp, hay bất kì loại phần thưởng gì có lợi cho thí sinh. Ví dụ, trong một ngôi trường sẽ không có nhiều học sinh muốn biểu diễn trước toàn trường nếu bản thân chẳng nhận được gì, và các phần thưởng sẽ thúc đẩy các học sinh tham gia và giành được phần thưởng đó.

## Trên các phương tiện truyền thông
Từ cuối các năm 1990, các chương trình tìm kiếm tài năng đã trở thành một thể loại đáng chú ý của chương trình truyền hình thực tế, như Popstars (1999), Star Academy (2001), Idol (2001), The X Factor (2004), So You Think You Can Dance (2005), Got Talent (2006), The Voice (2010) and Rising Star (2013), các chương trình này đều mang lại cho không ít thí sinh nghiệp dư một sự nghiệp thành công.

### Tại Việt Nam
Bắt đầu từ đầu những năm 2000, ngày càng nhiều các chương trình tìm kiếm tài năng ở Việt Nam được tổ chức. Các chương trình từ tìm kiếm tài năng từ lĩnh vực âm nhạc như Sao Mai điểm hẹn (2004), Vietnam Idol: Thần tượng Âm nhạc Việt Nam (2007), Giọng hát Việt (2012) đến người mẫu như Người mẫu Việt Nam: Vietnam's Next Top Model (2010), Gương mặt thương hiệu (2016) hay cả khiêu vũ, nấu ăn, tài chính, vv. Các chương trình còn nhắm đến đối tượng là những thí sinh nhí như Đồ Rê Mí (2007), Giọng hát Việt nhí (2013), Bước nhảy hoàn vũ nhí (2014), Vua đầu bếp nhí (2016).